# KFB 600ステーション
『KFB 600ステーション』（ケイエフビーろくまるステーション）は、福島放送（ANN）にて放送されていた平日夕方の福島県向けローカルワイドニュース番組（=600ステーションの福島県ローカルパート扱い）。

## 番組概要
- 1989年10月2日に番組開始、かつての前番組「KFBニュースシャトル ANN」（1989年4月3日 - 9月29日）というタイトルでスタートされた。
- テレビ朝日発全国ニュース『600ステーション ANN → ANN 600ステーション』を前半枠に内包し、後半枠には県内ニュース・スポーツコーナーと天気予報（ヤン坊マー坊天気予報）も内包した。
- ただし、週末のみは1990年10月6日からスタートした夕方ニュース番組『ANN 530ステーション』を内包されている『KFB 530ステーション ANN』として放送。[要出典]
- 1991年3月29日まで1年間半に番組終了し『KFBステーションEYE』（週末のみ1993年4月3日から1997年9月28日まで）というタイトルでスタートする。

## キャスター

### 平日
- 今泉毅[注釈 1][1][2][3][4]
- 高倉光子[1][2][3]
- 岩崎吉高[2][4]
- 宮田真弓[2][4]

### 週末
- シフト勤務

## 放送時間
| 期間      | 期間      | 放送時間（JST）        | 放送時間（JST）        |
| 期間      | 期間      | KFB 600ステーション    | KFB 530ステーション    |
| --------- | --------- | ---------------------- | ---------------------- |
| 1989.10.2 | 1990.9.28 | 18:00 - 18:56 （56分） | （放送なし）           |
| 1990.10.1 | 1991.3.31 | 18:00 - 18:56 （56分） | 17:30 - 18:00 （30分） |
| 1991.4.6  | 1993.3.28 | （放送終了）           | 17:30 - 18:00 （30分） |

補足
- 1990年9月29日まで土曜日は『鳥越&畑 ザ・スクープ』、9月30日まで日曜日は『ANNニュース&スポーツ』を放送。
- 1991年4月1日から平日は『KFBステーションEYE（→ふくしまニュース1番街）』放送のため、放送終了。